# Charles Glen King
Charles Glen King (* 22. Oktober 1896 in Entiat, Vereinigten Staaten; † 23. Januar 1988 in West Chester (Pennsylvania)) war ein US-amerikanischer Biochemiker.
King isolierte Ascorbinsäure aus Zitronensaft im selben Jahr wie Albert von Szent-Györgyi Nagyrápolt.
1951 wurde King in die National Academy of Sciences gewählt.

## Veröffentlichungen (Auswahl)
- A good idea : the history of the Nutrition Foundation, New York : Nutrition Foundation, 1976
- Food hints for mature people; more years to life, more life to years, New York, Public affairs committee, 1962
- Personality "plus" through diet; foodlore for teen-agers, New York, Public affairs committee, 1960
- Nutrition in relation to cancer, New York : New York Academy of Sciences, 1947